# Albert I della Scala
Albert I della Scala fou fill de Jacopino della Scala. Fou capità del poble i senyor de Verona el 1277 a la mort de son germà Mastino I della Scala. Podestà de Màntua el 1272 i el 1275. El 1283 va fundar la Casa de Déu de Sant Daniel a Verona. Es va casar amb Verde di Salizzole (morta el 1306). Va morir a Verona el 3 de setembre de 1301. Va deixar tres fills: Bartolomeo I della Scala, Alboí I della Scala, i Cangrande I della Scala, dels que el primer el va succeir. Entre els fills naturals cal esmentar a Josep della Scala.